# The Great Rock 'n' Roll Swindle (singolo)
The Great Rock 'n' Roll Swindle è un brano musicale dei Sex Pistols del 1979, pubblicato come quinto singolo promozionale estratto dalla colonna sonora del film La grande truffa del rock'n'roll.
Il 45 giri (lato B Rock Around The Clock) fu pubblicato il 12 settembre 1979. La voce solista su entrambe le tracce è quella di Edward Tudor-Pole, in quanto Johnny Rotten aveva all'epoca già lasciato la band.

## Il brano
Secondo quanto dichiarato dal produttore Dave Goodman, entrambi i brani furono registrati nei Ramport Studios di proprietà degli Who. Secondo Edward Tudor-Pole, la traccia base della canzone aveva Steve Jones alla voce.
La traccia vocale definitiva venne incisa dal vivo il secondo giorno delle audizioni per la scelta del cantante, appositamente filmata per l'inclusione nel film La grande truffa del rock'n'roll; e fu un miscuglio della voce di Edward Tudor-Pole e di altri tre cantanti.

## Tracce
1. The Great Rock 'n' Roll Swindle (S. Jones, P. Cook, J. Temple) - 3:20
2. Rock Around The Clock (D. E. Knight, M. Freedman) - 2:20